# Basket-ball aux Jeux africains de 1978
Navigation
Édition précédente Édition suivante
Les épreuves de basket-ball aux Jeux africains de 1978 ont lieu à Alger, en Algérie. Deux tournois sont au programme, un féminin et un masculin. 

## Médaillés
| Épreuve | Or      | Argent        | Bronze  |
| ------- | ------- | ------------- | ------- |
| Hommes  | Sénégal | Côte d'Ivoire | Tunisie |
| Femmes  | Sénégal | Cameroun      | Nigeria |

## Tableau des médailles
| Rang  | Nation        | Or | Argent | Bronze | Total |
| ----- | ------------- | -- | ------ | ------ | ----- |
| 1     | Sénégal       | 2  | 0      | 0      | 2     |
| 2     | Cameroun      | 0  | 1      | 0      | 1     |
| 2     | Côte d'Ivoire | 0  | 1      | 0      | 1     |
| 4     | Nigeria       | 0  | 0      | 1      | 1     |
| 4     | Tunisie       | 0  | 0      | 1      | 1     |
| Total | Total         | 2  | 2      | 2      | 6     |

## Compétition

### Hommes

#### Résultats
Matchs de groupe
- Algérie 99-86  Nigeria
- Algérie 67-78  Sénégal
- Algérie 74-83  Côte d'Ivoire

Match pour la troisième place
- Algérie 75-76  Tunisie

#### Classement final
| Place              | Équipe        |
| ------------------ | ------------- |
| Médaille d'or      | Sénégal       |
| Médaille d'argent  | Côte d'Ivoire |
| Médaille de bronze | Tunisie       |
| 4                  | Algérie       |
| 5                  | Nigeria       |
| 6                  | Maurice       |
| 7                  | Égypte        |

### Femmes

#### Résultats
Matchs de groupe
- Algérie 75-78  Nigeria
- Algérie 76-83  Tunisie

#### Classement final
| Place              | Équipe   |
| ------------------ | -------- |
| Médaille d'or      | Sénégal  |
| Médaille d'argent  | Cameroun |
| Médaille de bronze | Nigeria  |
| 6e                 | Algérie  |
| -                  | Égypte   |

## Effectifs

### Femmes
- Cameroun[2] : Crescence Nga Eteme, Frieda Yog, Fanciska Koudingom, Esther Hiol, Jeannette Yemdjo, Angeline Banobé, Marguerite Liengue Mietcheu, Laurentine Nga Mvondo, Marie Atsina, Catherine Ntep, Josiane Ngankou, Doline Eyenga. Sélectionneur : Jacques Bidjang